# 林天彪
林天彪（？—？），字会丰，号北田，江山縣城关镇人，清朝軍事將領、武狀元。
乾隆三十三年，中武科举人；乾隆三十六年，得恩科会元；殿试钦点一甲一名，状元及第。授武功大夫。